# Sykamino
Sykamino (in greco Συκάμινο?) è una ex comunità della Grecia nella periferia dell'Attica (unità periferica dell'Attica Orientale) con 1 522 abitanti secondo i dati del censimento 2001.
È stata soppressa a seguito della riforma amministrativa, detta Programma Callicrate, in vigore dal gennaio 2011 ed è ora compresa nel comune di Oropos.

## Località
La comunità è suddivisa nei seguenti villaggi (popolazione al 2001):
- Sykámino (pop. 865)
- Néo Sykámino (pop. 270)
- Pefkiás (pop. 205)
- Kamári (pop. 104)
- Katifóri (pop. 78)